# Clădirea fostei asociații de credit din Cosăuți
Clădirea fostei asociații de credit din Cosăuți este un monument de arhitectură de importanță națională din satul Cosăuți, raionul Soroca, construit în anul 1961. Clădirea este ridicată pe un povârniș, orientată spre sat, ceea ce-i conferă un aspect monumental. Pereții sunt decorați cu piatră de Cosăuți. Ca monument de arhitectură, se află într-o stare nesatisfăcătoare, deoarece geamurile au fost înlocuite inestetic cu geamuri de termopan.